# Lijst van koningen van Swaziland
De koning van Swaziland is het staatshoofd van Swaziland. Tevens is hij het hoofd van het Huis van Dlamini, de koninklijke familie. Hoewel Swaziland reeds eeuwenlang bestuurd werd door koningen, wordt Ngwane III, die regeerde van 1745 tot 1780, beschouwd als de eerste koning van het moderne Swaziland. De huidige koning is Mswati III.

## Koningen van Swaziland (1745 - heden)
| Monarch | Monarch                | Regeringsperiode | Regeringsperiode |
| ------- | ---------------------- | ---------------- | ---------------- |
|         | Ngwane III (?-1780)    | 1745             | 1780             |
|         | Ndvungunye (1760-1815) | 1780             | 1815             |
|         | Sobhuza I (1780-1836)  | 1815             | 1836             |
|         | Mswati II (1820-1868)  | 1840             | 1868             |
|         | Mbandzeni (1855-1889)  | 1875             | 1889             |
|         | Ngwane V (1876-1899)   | 1895             | 1899             |
|         | Sobhuza II (1899-1982) | 1899             | 1982             |
|         | Mswati III (1968)      | 1986             | heden            |